# Trolejbusy w Armawirze
Trolejbusy w Almietjewsku – system trolejbusowy funkcjonujący w mieście Armawir, w Kraju Krasnojarskim, w Rosji. Został uruchomiony 16 kwietnia 1973 r. Operatorem jest przedsiębiorstwo Trollejbusnoje uprawlenije.

## Linie
Źródło
| Linia | Trasa                                                                 |
| ----- | --------------------------------------------------------------------- |
|       | Żeleznodorożnyj wokzał Armawir-I ↔ miasokombinat                      |
|       | Ulica Azowskaja ↔ miasokombinat                                       |
|       | Żeleznodorożnyj wokzał Armawir-I ↔ miasokombinat                      |
|       | Żeleznodorożnyj wokzał Armawir-I — Obuwnaja fabrika — ulica Azowskaja |

## Tabor
Stan z 4 czerwca 2020 r.
| Zdjęcie        | Typ               | Eksploatacja od | Liczba |
| -------------- | ----------------- | --------------- | ------ |
|                | ZiU-9             | 1987            | 25     |
|                | BTZ-5276-01       | 2000            | 1      |
|                | BTZ-52761R        | 2001            | 2      |
|                | WMZ-5298.00       | 2001            | 1      |
|                | Trolza-5275.03    | 2014            | 1      |
|                | MTrZ-6223-0000010 | 2013            | 1      |
| Łączna liczba: | Łączna liczba:    | Łączna liczba:  | 31     |